# Eria imbricata
Eria imbricata är en orkidéart som beskrevs av Johannes Jacobus Smith. Eria imbricata ingår i släktet Eria och familjen orkidéer. Inga underarter finns listade i Catalogue of Life.